# まんがオールスター おもしろオリンピック
まんがオールスター おもしろオリンピック（英語: Laff-A-Lympics）は、1977年9月10日から1978年10月28日までABCで放送されたアメリカ合衆国のテレビアニメ。制作はハンナ・バーベラ・プロダクション。日本では1979年7月17日から8月20日まで東京12チャンネル（現：テレビ東京）の『マンガのくに』で放送された（ラテ欄でのタイトルは「世界だよ おもしろオリンピック」）。

## 概要
ハンナ・バーベラ作品のキャラクター（例外もあり）が「ストロングチーム」・「クマゴローチーム」・「ロクデナシチーム」の3チームに分かれ、世界の2か所でそれぞれ2種目・計4種目の競技を行い、競技順位によって、1位は40点、2位は15点、3位は10点をそれぞれ獲得、最終的に合計得点が一番高かったチームが優勝となる。
そして内容は、毎回ロクデナシチームがズルをして勝とうとするが、自滅などで失敗するというのが定番。時によっては上手くいったとなっても、写真判定やVTR判定でズルがバレ、点数没収や減点になるというのもある。

## 登場キャラクター

### ストロングチーム (The Scooby Doobies)
イヌ・原始人・メカなどで構成されたチーム。3チームの中でもパワーや行動力に優れている。チームカラーは青。
クルッパー
声 - ?
チームのキャプテン。『弱虫クルッパー』より登場したイヌ。
ボロピン
声 - ケイシー・カセム
Scooby-Dum
声 - ドーズ・バトラー
ダイナマット
声 - フランク・ウェルカー
『珍犬探偵ダイナマット』より登場したロボット犬。足を自由に伸ばす事が出来る。
ブルーファルコン
声 - ゲイリー・オーウェンズ
『珍犬探偵ダイナマット』より登場したヒーロー。チームの中では最もパワーなどに優れる。
ムクムクおやじ
声 - メル・ブランク
『ムクムクおやじとゴーゴー娘』より登場。現代に甦った中年原始人。お叫びをあげるとパワーが出る。手に持つ棍棒から炎を出して飛べる。
ブレンダ
声 - マリリン・シュレフラー
『ムクムクおやじとゴーゴー娘』より登場。少女3人組の一人。3人では唯一ズボンをはいている。
タフィー
声 - マリリン・シュレフラー
『ムクムクおやじとゴーゴー娘』より登場。同じく3人組の一人。唯一ワンピースとバンプスを着用。
ディーディー
声 - ?
『ムクムクおやじとゴーゴー娘』より登場。同じく3人組の一人で、色黒でブーツを着用。3人組は競技出場は少ないが、出場すると持ち前の友情パワーで活躍する。
スピードバギー
声 - メル・ブランク
『爆走バギー大レース』より登場。意思を持ったバギー。
Tinker
声 - フランク・ウェルカー
Babu
声 - ジョー・ベイサー
ラッチー
声 - ?
『ほえよ!0011』より登場。カンフーの得意なイヌ。

### クマゴローチーム (The Yogi Yahooeys)
全て動物で構成。チームカラーは赤。
クマゴロー
声 - ドーズ・バトラー
『クマゴロー』より登場したキャプテン。
ブーブー
声 - ドン・メシック
『クマゴロー』より登場。クマゴローの相棒。
シンディ
声 - ?
『クマゴロー』より登場。クマゴローのガールフレンドであるクマで、チーム唯一の女キャラ。
アヒルのクック（Yackie）
声 - ?
ハックル
声 - ドーズ・バトラー
『珍犬ハックル』より登場したイヌ。
チュースケとチュータ（Pixie and Dixie）
声 - ?
『チュースケとチュータ』より登場したネズミのコンビ。
ドラ（Mr. Jinks）
声 - ?
『チュースケとチュータ』より登場したネコ。原典アニメではチュースケとチュータを追いかけるもひどい目に合わされるが、本作では仲良くプレーしている。
ホーキー
声 - ?
マック
声 - ドーズ・バトラー
『早射ちマック』より登場したウマ。銃が得意。
Snooper
声 - ドーズ・バトラー
Blabber
声 - ドーズ・バトラー
オギーとダディー
声 - ドーズ・バトラー
『オギーとダディー』より登場したイヌの親子。
ワリー
声 - ドーズ・バトラー
『ワニのワリー』より登場。冒険好きなワニ。
ジャンボゴリラ
声 - ?
『ジャンボゴリラの大冒険』より登場。紫色のゴリラで、体はとても大きいが心は優しい。

### ロクデナシチーム (The Really Rottens)
ズルが好きなチームで、いつも紹介の時はブーイングが聞こえる。なおハンナ・バーベラ作品のオリジナルキャラはダルトン三兄弟だけで、他は本作オリジナルキャラや、ハンナ・バーベラキャラをアレンジさせて登場している。チームカラーは緑。
ボロンゴ
声 - ドーズ・バトラー
チームのキャプテンであるイヌ。キャラの原典は『チキチキマシン猛レース』のケンケン。
Dread Baron
声 - ジョン・スティーブンソン
キャラの原典は『チキチキマシン猛レース』のブラック魔王。
Dinky Dalton
声 - ドン・メシック
『早射ちマック』より登場するダルトン三兄弟の一人。兄弟の中で一番大きい。
Dirty Dalton
声 - ?
同じくダルトン三兄弟の一人。
Dastardly Dalton
声 - ?
同じくダルトン三兄弟の一人。
Mr. Creepley
声 - ?
オリジナルキャラ。モンスター家族の家長。
Mrs. Creepley
声 - ?
オリジナルキャラ。クリープリー家長の妻。
Junior Creepley
声 - ?
同じくオリジナルキャラ。クリープリー夫妻の息子。
Orful Octopus
声 - ?
クリープリーのペットである、6本足のタコ。キャラの原典は『タコのロクちゃん』。
The Great Fondoo
声 - ?
オリジナルキャラ。マジシャンで、様々な魔法が仕える。
Magic Rabbit
声 - ?
オリジナルキャラ。グレートの相棒であるウサギ。ズルが失敗したりして不満になる時は、「ブラック!」とぼやく。
Daisy Mayhem
声 - ?
オリジナルキャラ。白シャツにホットパンツ姿の女性。威勢はいいがズルが好き。
Sooey
声 - ?
オリジナルキャラ。デイジーのペットであるブタ。

### その他のキャラ
レオ
声 - ？
『スナッグルパス』より登場するピンク色のライオン。競技のレポーター。
オオカミ
声 - ？
『ラムヂーちゃん』より登場するオオカミ。同じくレポーター。原典の様にいつもひどい目に合わされるも、意地悪な事はしない。
フレッドとバーニー
声 - ？
両名とも『原始家族フリントストーン』より登場する原始人。競技の解説や応援を担当。
ジャバくん
声 - ？
『わんぱくジョーズより登場する大ザメ。同じく解説や応援を担当。
ガバチョ
第1シーズン第10話のみ登場。『かばのガバチョ』より登場する冒険好きカバ。フレッド・バーニー・ジャバくんと共に応援役で登場。
- その他の声優(役名不明など) - 鈴木渢[2]

## エピソード
アメリカでは120分（1977年 - 1978年）→90分（1978年 - 1979年）、日本では30分のため、分割されている。

### シーズン1
| #  | 原題                                 |
| -- | ------------------------------------ |
| 1  | The Swiss Alps and Tokyo, Japan      |
| 2  | Acapulco and England                 |
| 3  | Florida and China                    |
| 4  | The Sahara Desert and Scotland       |
| 5  | France and Australia                 |
| 6  | Athens, Greece and the Ozarks        |
| 7  | Italy and Kitty Hawk, North Carolina |
| 8  | Egypt and Sherwood Forest            |
| 9  | Spain and the Himalayas              |
| 10 | India and Israel                     |
| 11 | Africa and San Francisco             |
| 12 | The Grand Canyon and Ireland         |
| 13 | Hawaii and Norway                    |
| 14 | Alaska and Tahiti                    |
| 15 | Arizona and Holland                  |
| 16 | Quebec and Bagdhad                   |

### シーズン2
| # | 原題                           |
| - | ------------------------------ |
| 1 | Russia and the Caribbean       |
| 2 | New York and Turkey            |
| 3 | South America and Transylvania |
| 4 | Monte Carlo and New Zealand    |
| 5 | Louisiana and Atlantis         |
| 6 | Morocco and Washington, D.C.   |
| 7 | Canada and Warsaw, Poland      |
| 8 | Siam and the Moon              |